# Pascal Touzeau
Répertoire
vour web
Pascal Touzeau, né à Bordeaux en 1969, est un danseur et chorégraphe français de danse contemporaine.

## Biographie
Pascal Touzeau fait des études de danse au conservatoire de Bordeaux. Danseur professionnel depuis 1987, il débuta comme danseur à l'opéra national de Bordeaux, puis de Bonn, de Wiesbaden et enfin au Ballet de Francfort dirigé par William Forsythe. Pascal Touzeau devient chorégraphe en Allemagne, en France, en Suède et aux Pays-Bas avant d'être nommé à la tête du Ballet Carmen Roche à Madrid (2005 à 2006).
Aujourd’hui Pascal Touzeau est directeur du Ballet de Mayence Compagnie Ballettmainz , depuis 2009,.